# Auzainvilliers
Auzainvilliers är en kommun i departementet Vosges i regionen Grand Est (tidigare regionen Lorraine) i nordöstra Frankrike. Kommunen ligger i kantonen Bulgnéville som tillhör arrondissementet Neufchâteau. År 2022 hade Auzainvilliers 207 invånare.

## Befolkningsutveckling
Antalet invånare i kommunen Auzainvilliers
| Referens: INSEE |